# Danny Röhl
Danny Röhl (Zwickau, Alemania Oriental, 28 de abril de 1989) es un exjugador y entrenador de fútbol alemán. Actualmente está sin club.

## Trayectoria

### Como jugador
Röhl formó parte de las categorías inferiores del ESV Lokomotiv Zwickau y FSV Zwickau durante su juventud, pero en ese momento a menudo sufría lesiones. Después de su tercer año, el joven de 19 años pasó en la temporada 2008-09 al segundo equipo del FC Sachsen Leipzig, con el que jugó 10 veces en la liga regional de Sajonia, sexta división.
Para la campaña 2009-10, se trasladó al FC Eilenburg donde disputó 7 partidos hasta las vacaciones de invierno. Después de medio año en el club alemán, el joven de 20 años tuvo que poner fin a su carrera como jugador debido a una rotura del ligamento cruzado. Más tarde, comenzó a estudiar Ciencias del Deporte en la Universidad de Leipzig en 2008, que completó en 2013 con una Licenciatura en Artes.

### Como entrenador

#### Inicios
En noviembre de 2010, Röhl  se convirtió en jefe de análisis de partidos juveniles en el Red Bull Leipzig, fundado el año anterior. En la temporada 2011-12, fue también asistente técnico del equipo sub-16, antes de convertirse en asistente de Frank Leicht en el equipo sub-17 en la Bundesliga B junior en la temporada 2013-14.
Para la temporada 2014/15, se convirtió en analista de vídeo bajo la dirección del entrenador Alexander Zorniger para el equipo profesional, que anteriormente había ascendido a la 2. Bundesliga.Por eso también trabajó para los sucesores de Zorniger, Achim Beierlorzer, Ralf Rangnick, con quien el equipo ascendió a la Bundesliga en 2016, y Ralph Hasenhüttl. Al mismo tiempo, comenzó en 2015 un máster en análisis de juegos en la Escuela Superior de Deportes de Alemania, que completó con un Máster en Artes en 2017. Para la temporada 2017-18, fue ascendido como asistente técnico del Red Bull Leipzig. Al término de la campaña, el club se separó de Hasenhüttl, tras lo cual también dejó su cargo.

#### Etapa en Alemania
Luego de ser asistente técnico en el Southampton,regresó a Alemania para la temporada 2019-20 y se convirtió en "entrenador asistente de análisis" en el Bayern de Múnich bajo la dirección del entrenador Niko Kovač y más tarde acompañó como segundo entrenador a Hansi Flick.
El 1 de agosto de 2021, siguió a Flick como entrenador asistente adicional junto a Marcus Sorg en la selección de Alemania y firmó un contrato hasta el final de la Eurocopa 2024.A finales de febrero de 2022 comenzó el curso de 13 meses para obtener la UEFA Pro Licence en la Academia de la DFB en Fráncfort del Meno que completó con éxito en abril de 2023. No obstante, fue relevado como segundo entrenador del seleccionado alemán el 10 de septiembre de 2023.

#### Sheffield Wednesday
En octubre de 2023, fue anunciado como entrenador del Sheffield Wednesday y se convirtió en el técnico más joven de la EFL.Se hizo cargo del club inglés después de 13 partidos sin ganar y con sólo tres puntos. Luego de sumar 50 puntos en los 35 encuentros restantes, el equipo logró mantenerse en la EFL Championship.A partir de sus buenos resultados, extendió su contrato hasta junio de 2027. No obstante, debido a problemas financieros y de propiedad del club, estuvo ausente cuando los jugadores regresaron en junio para el inicio de la pretemporada 2025-26. El 29 de julio de 2025, el club anunció su salida del cargo de mutuo acuerdo.

## Clubes

### Como jugador
| Club                  | País     | Año       |
| --------------------- | -------- | --------- |
| FSV Zwickau           | Alemania | 2007-2008 |
| FC Sachsen Leipzig II | Alemania | 2008-2009 |
| FC Eilenburg          | Alemania | 2009-2010 |

### Como asistente técnico
| Club                  | País       | Año       |
| --------------------- | ---------- | --------- |
| R.B. Leipzig          | Alemania   | 2017-2018 |
| Southampton           | Inglaterra | 2018-2019 |
| Bayern de Múnich      | Alemania   | 2019-2021 |
| Selección de Alemania | Alemania   | 2021-2023 |

### Como entrenador
| Equipo                         | Div.  | Temporada | Liga  | Liga | Liga | Liga | Liga |       | Copa | Copa | Copa | Copa  |   | Internacional | Internacional | Internacional | Internacional | Internacional |   | Otros | Otros | Otros | Otros |    | Totales     | Totales | Totales | Totales | Totales | Totales | Totales | Totales |
| Equipo                         | Div.  | Temporada | Part. | G    | E    | P    | Pos. | Part. | G    | E    | P    | Part. | G | E             | P             | Pos.          | Part.         | G             | E | P     | Part. | G     | E     | P  | Rendimiento | GF      | GC      | Dif.    |         |         |         |         |
| ------------------------------ | ----- | --------- | ----- | ---- | ---- | ---- | ---- | ----- | ---- | ---- | ---- | ----- | - | ------------- | ------------- | ------------- | ------------- | ------------- | - | ----- | ----- | ----- | ----- | -- | ----------- | ------- | ------- | ------- | ------- | ------- | ------- | ------- |
| Sheffield Wednesday Inglaterra | 2.ª   | 2023-24   | 35    | 15   | 5    | 15   | 20.º | 3     | 1    | 1    | 1    | -     | - | -             | -             | -             | -             | -             | - | -     | 38    | 16    | 6     | 16 | 47.37%      | 45      | 55      | -10     |         |         |         |         |
| Sheffield Wednesday Inglaterra | 2.ª   | 2024-25   | 46    | 15   | 13   | 18   | 12.º | 5     | 3    | 2    | 0    | -     | - | -             | -             | -             | -             | -             | - | -     | 51    | 18    | 15    | 18 | 45.09%      | 70      | 73      | -3      |         |         |         |         |
| Sheffield Wednesday Inglaterra | Total | Total     | 81    | 30   | 18   | 33   | -    | 8     | 4    | 3    | 1    | -     | - | -             | -             | -             | -             | -             | - | -     | 89    | 34    | 21    | 34 | 46.07%      | 115     | 128     | -13     |         |         |         |         |
| 1.                             |       |           |       |      |      |      |      |       |      |      |      |       |   |               |               |               |               |               |   |       |       |       |       |    |             |         |         |         |         |         |         |         |

#### Resumen por competiciones
| Competición      | Partidos | Ganados | Empatados | Perdidos | %      | Resultado    |
| ---------------- | -------- | ------- | --------- | -------- | ------ | ------------ |
| EFL Championship | 81       | 30      | 18        | 33       | 44.45% | 12.º lugar   |
| FA Cup           | 4        | 1       | 2         | 1        | 41.67% | Cuarta ronda |
| EFL Cup          | 4        | 3       | 1         | 0        | 83.33% | Cuarta ronda |
| TOTAL            | 89       | 34      | 21        | 34       | 46.07% | Sin Títulos  |